# 청덕도서관
청덕도서관은 경기도 용인시 기흥구 청덕동 소재의 시립 도서관이다.

## 연혁
- 2016.02.29. 청덕도서관 개관

## 시설현황
- 3층: 시청각실 (42석), 소모임실 (15석), 사무실
- 2층: 종합자료실 (84석), 디지털자료실/노트북실 (50석), 정기간행물실 (18석)
- 1층: 어린이자료실 (44석), 다락방, 스토리텔링룸, 수유실, 북카페
- 지하 1층: 전기기계실, 보존서고, 용역대기실

## 이용 안내
이용 시간
- 종합자료실: 평일 09:00~22:00 / 주말 09:00~17:00
- 어린이자료실: 평일 09:00~18:00 / 주말 09:00~17:00
- 디지털자료실: 평일 09:00~22:00 / 주말 09:00~17:00

정기휴관일
- 2주, 4주 월요일
- 1월 1일, 설 연휴, 추석 연휴
- 법정공휴일(단, 일요일은 제외)